# Інтермеццо (КМЦ)
Культурно-мистецький центр «Інтермеццо» — український культурний центр міста і області, а також книгарня, сувенірний та музичний відділ і музейна кімната в центрі Чернігова по вулиці Шевченка, 9.

## Історія
КМЦ «Інтермеццо» товариства «Просвіта» імені Т.Г. Шевченка відкрито 19 вересня 2009 року на день міста Чернігова. Назву «Інтермеццо» було взято на честь однойменного твору М. Коцюбинського, написаного в Чернігові 1908 року. На церемонії відкриття був тодішній мер Чернігова Олександр Соколов. Він і перерізав стрічку спільно з головою чернігівської «Просвіти» Василем Чепурним.

## Діяльність
У КМЦ «Інтермеццо» постійно відбуваються презентації нових книг, автограф-сесії, зустрічі письменників. Свої книги презентували в КМЦ «Інтермеццо» — Михайло Слабошпицький, Любов Голота, Андрій Кокотюха, Ірен Роздобудько, Олесь Ульяненко та інші.[джерело?]
КМЦ «Інтермеццо» активно співпрацює зі ЗМІ, популяризуючи вітчизняних авторів та видавництва. Реалізує Центр і соціальний проєкт «Людина з книгою», який має за мету популяризувати книгочитання серед чернігівців.
Працівники центру (Олександр Ясенчук та інші) створили інформаційний сайт «Північний вектор», де подають інформацію новинного характеру про Чернігівщину. Періодично з'являються й аналітичні матеріали.
Під час російсько-української війни на сході України КМЦ став одним з центрів допомоги бійцям на сході України. Допомагали бронежилетами, тепловізороами, біноклями, продуктами та іншими речами.

## Музейна кімната
12 жовтня 2016 в КМЦ «Інтермеццо» до Дня захисника України відкрита музейна кімната «Молодь у революційних подіях: 1917—1920 та 2014—2016 років».
Експозиція містить особисті речі українського діяча Романа Бжеського, учасників Революції Гідності та АТО.
Ідея створення музейної кімнати належить Чернігівській міській громадській організації Суспільної служби України (керівник — Тетяна Жогалко). Реалізувати проєкт допомагала волонтерська мережа «Вільні люди», члени «Самооборони Майдану», (координатор проєкту — Олександр Ясенчук). Фінансову підтримку з обласного бюджету в рамках Програми сприяння розвитку громадянського суспільства «Чернігівська громада» на 2016—2020 роки здійснював Департамент інформаційної діяльності та комунікацій з громадськістю ОДА.

## Галерея Вікі любить пам'ятки-2013

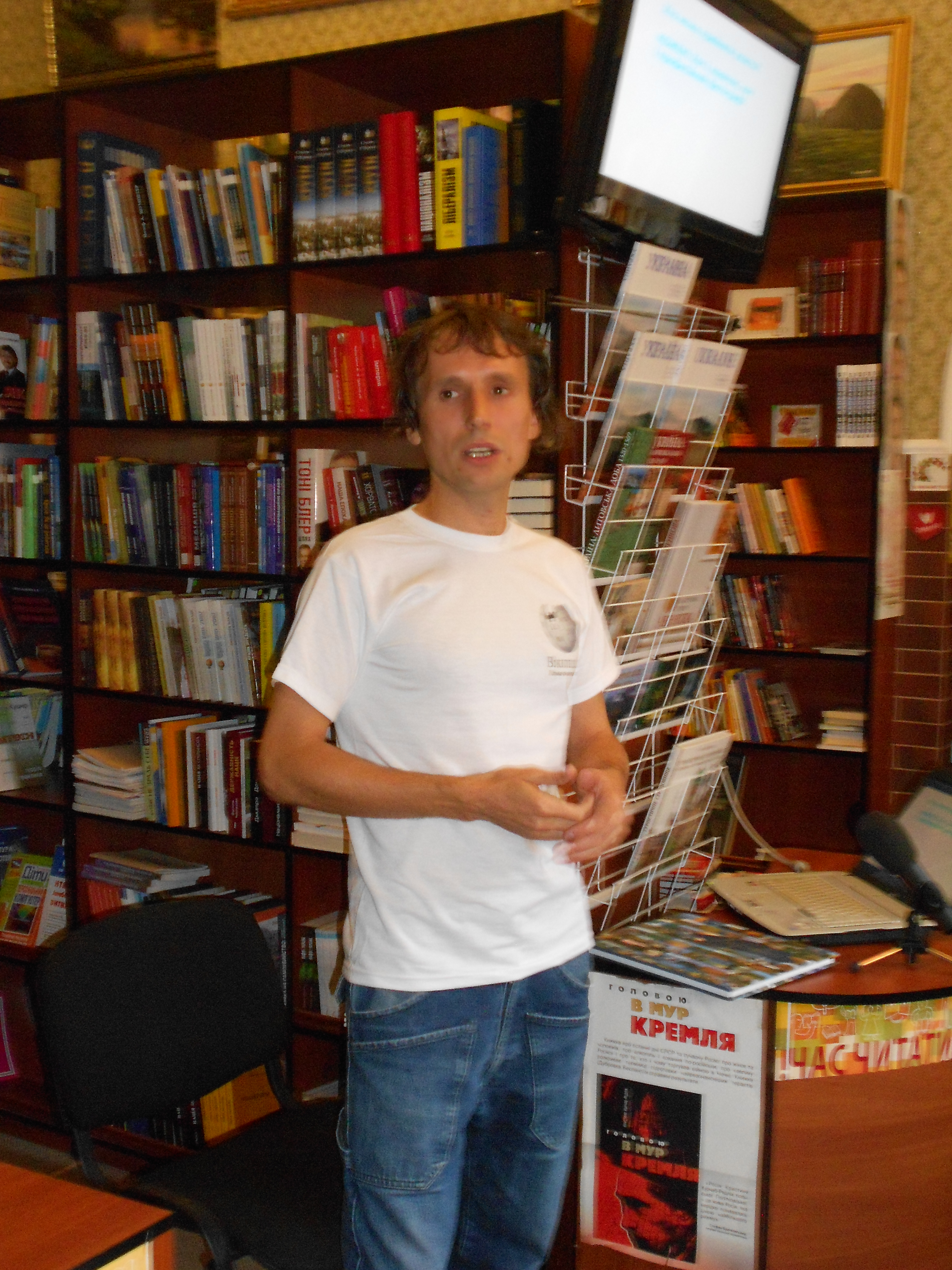
Презентація Вікі любить пам'ятки-2013, 30 серпня, Чернігів, Інтермеццо, чернігівський вікіпедист Приходько Микола

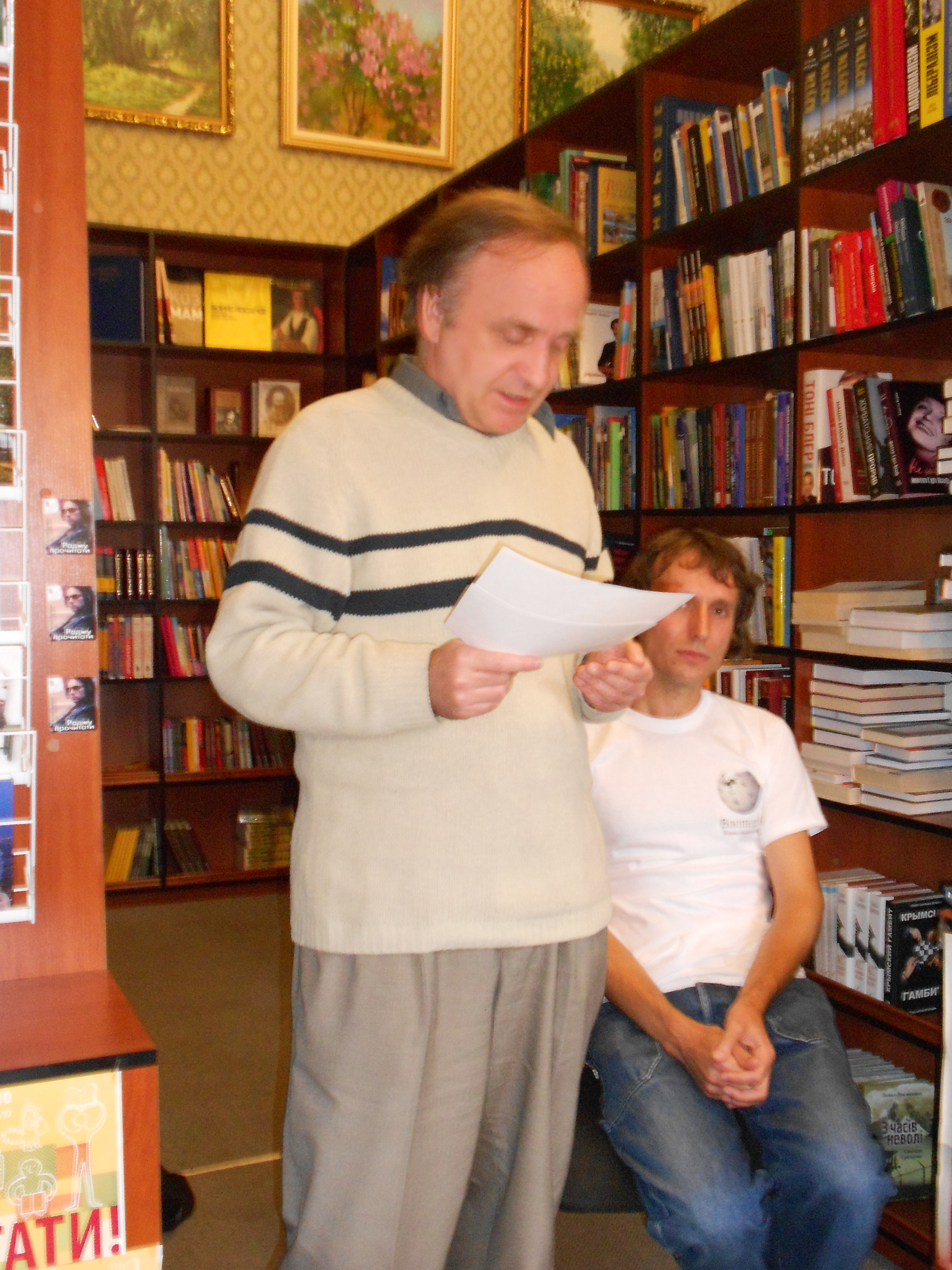
чернігівський вікіпедист Сергій Тарабара
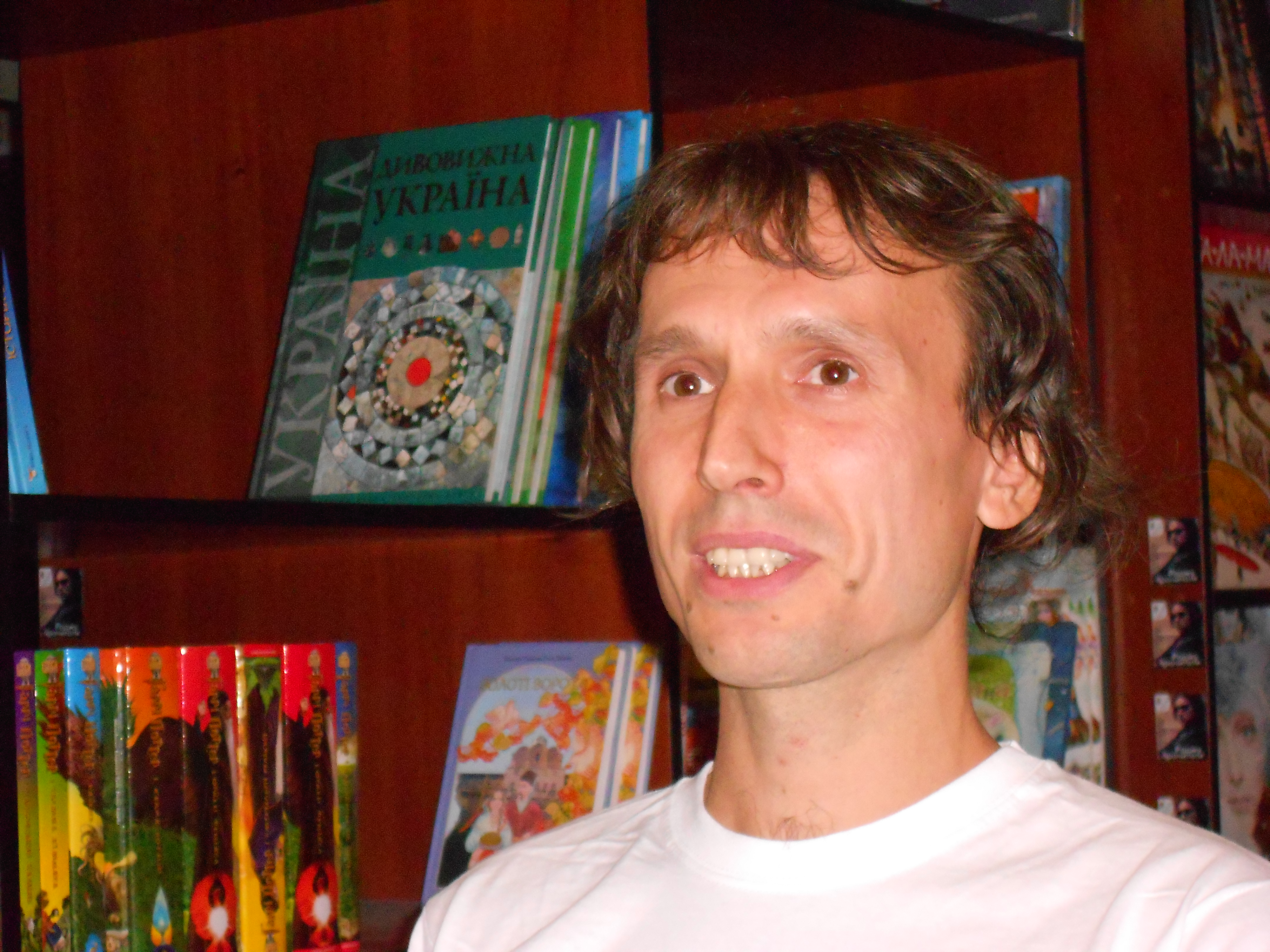
чернігівський вікіпедист Приходько Микола
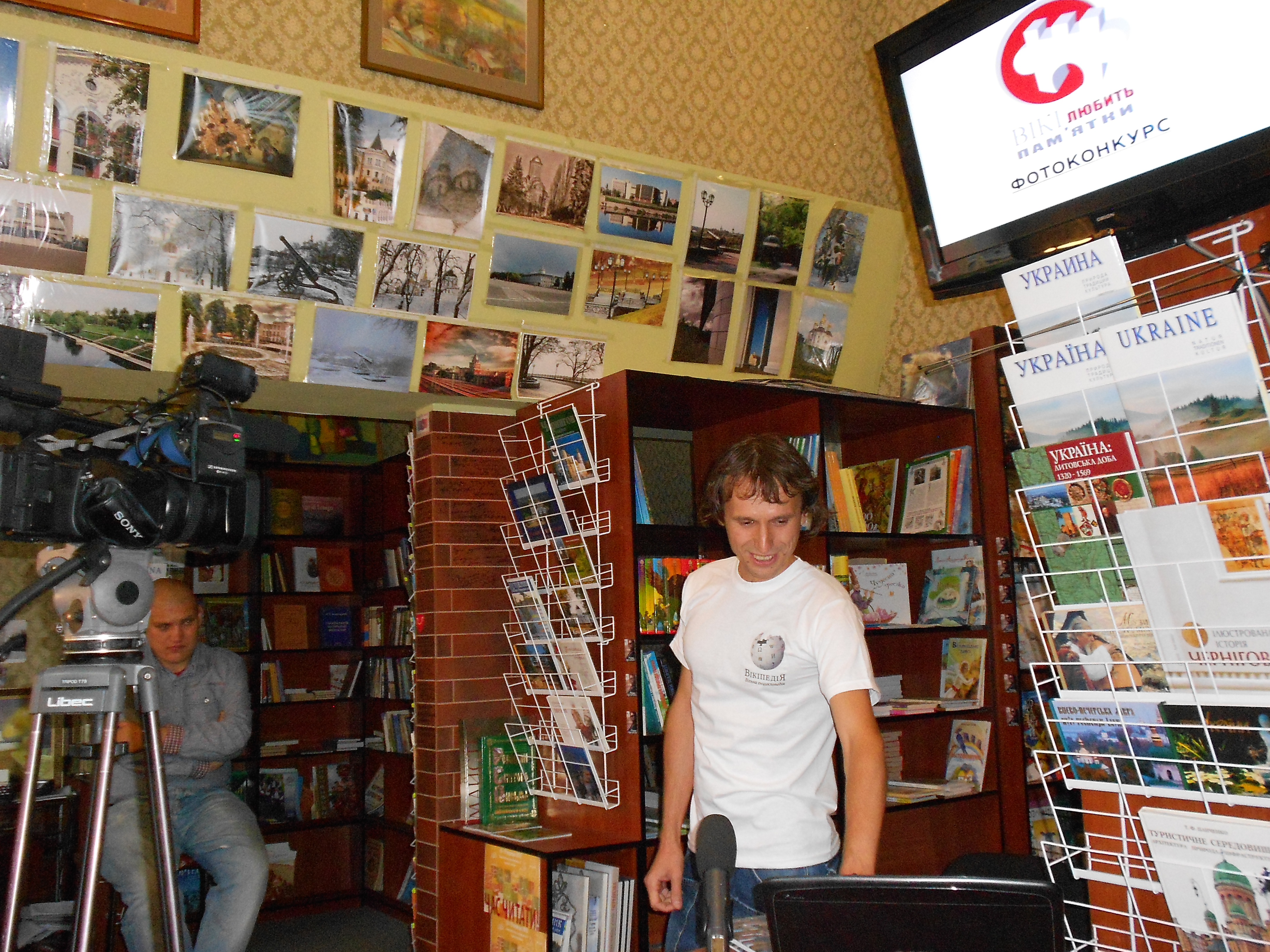
чернігівський вікіпедист Приходько Микола
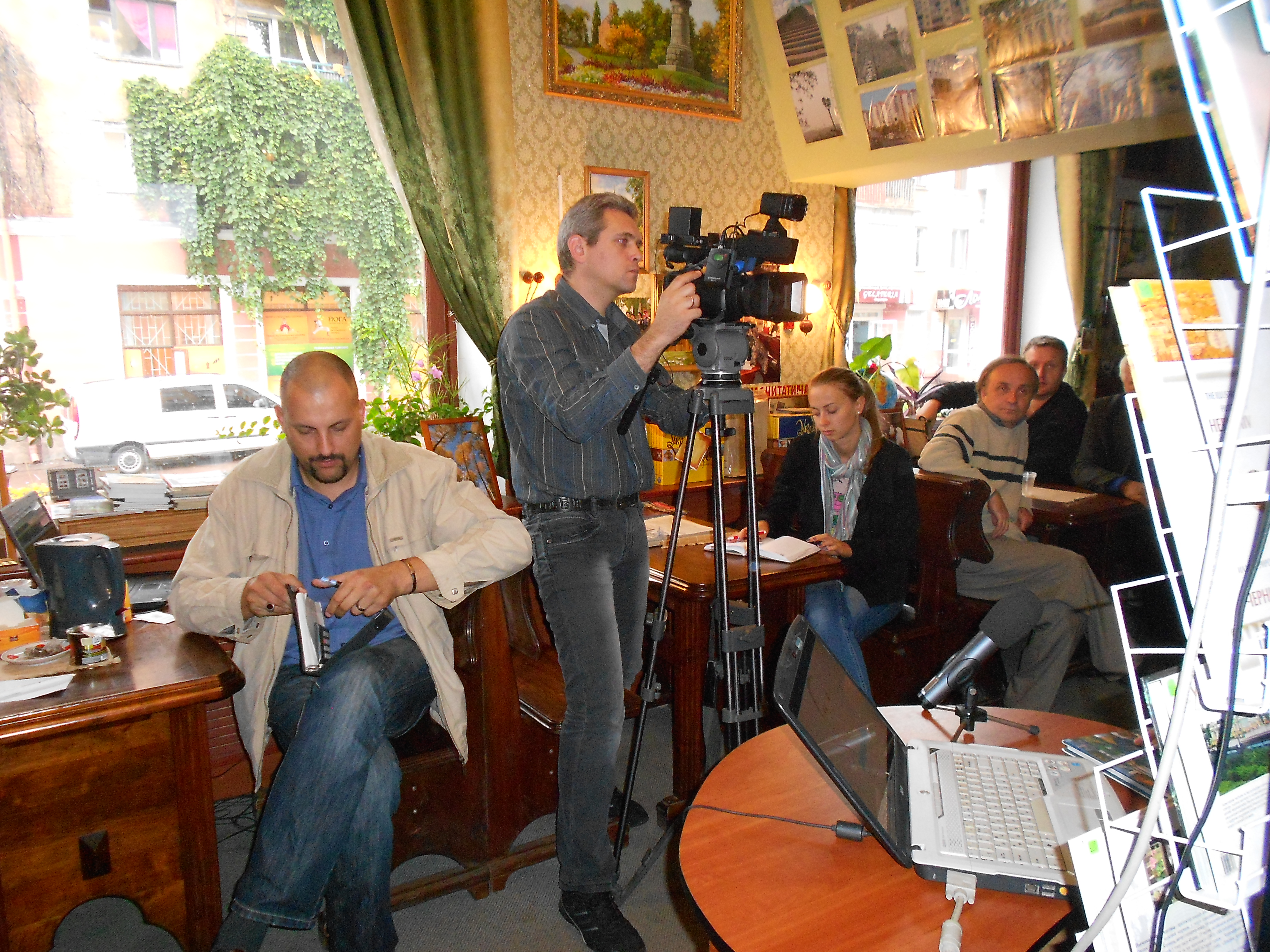
журналісти